# Andrzej Bernard Sadzikowski
Andrzej Bernard Sadzikowski (ur. 14 września 1952 w Puławach, zm. 29 marca 2010) – polski lekarz weterynarii, profesor doktor habilitowany nauk weterynaryjnych, specjalista parazytologii.

## Życiorys
Były wykładowca Wydziału Medycyny Weterynaryjnej UP w Lublinie, kierownik Zakładu Parazytologii i Chorób Inwazyjnych na tymże wydziale (następca prof. Jerzego Gundłacha). Ukończył I Liceum Ogólnokształcące im. A. J. ks. Czartoryskiego w Puławach, w 1971 rozpoczął studia na Wydziale Weterynaryjnym Akademii Rolniczej w Lublinie. Po ukończeniu studiów rozpoczął pracę w Katedrze Parazytologii, w 1983 uzyskał stopień doktora, w 2002 doktora habilitowanego, w 2009 uzyskał tytuł naukowy profesora. Na jego dorobek naukowy składa się 180 pozycji, w tym ponad 60 oryginalnych prac badawczych. Był współautorem podręcznika Parazytologia i parazytozy zwierząt. Był członkiem Polskiego Towarzystwa Nauk Weterynaryjnych, Lubelskiego Towarzystwa Naukowego i Polskiego Towarzystwa Parazytologicznego, w którym to pełnił funkcję wiceprezesa Oddziału Lubelskiego. Był Przewodniczącym Komisji Parazytologii Weterynaryjnej w Komitecie Parazytologii PAN. Zmarł po ciężkiej chorobie, pochowany został na cmentarzu parafialnym w Puławach-Włostowicach.

## Odznaczenia
- Srebrny Krzyż Zasługi (1999)[4]
- Medal Komisji Edukacji Narodowej
- Odznaka Honorowa Akademii Rolniczej w Lublinie